# Verwaltungsgemeinschaft Wieratal
De Verwaltungsgemeinschaft Wieratal in de Thüringische Landkreis Altenburger Land is een voormalig gemeentelijk samenwerkingsverband waarbij vijf gemeenten waren aangesloten. Het bestuurscentrum bevond zich in Langenleuba-Niederhain. Op 6 juli 2018 werd het samenwerkingsverband opgeheven evenals de gemeenten Frohnsdorf, Jückelberg en Ziegelheim, die werden opgenomen in de gemeente Nobitz, die de rol van het gemeenteverband overnam voor de overige twee gemeenten: Göpfersdorf en Langenleuba-Niederhain .

## Deelnemende gemeenten
De volgende gemeenten maakten deel uit van de Verwaltungsgemeinschaft:
1. Frohnsdorf
2. Göpfersdorf
3. Jückelberg
4. Langenleuba-Niederhain
5. Ziegelheim